# Yumiko Oshima
Yumiko Oshima (大島弓子, Ōshima Yumiko, Otawara, 31 augustus 1947) is een Japans mangaka en lid van de Jaar 24 Groep.
Oshima maakte haar debuut in 1968 met het werk Paula's Tears in het magazine Weekly Margaret. In 1973 ontving ze de Japanse Mangaka Verenigingsprijs voor Mimoza Yakata de Tsukamaete. In 1978 won ze de Kodansha Manga Prijs in de categorie shojo voor The Star of Cottonland. In 2008 kreeg ze de Tezuka Osamu Cultuurprijs in de kortverhaal categorie voor Cher Gou-Gou...mon petit chat, mon petit ami. Dit kortverhaal was een onderdeel van haar reeks Gu-gu datte Neko de aru. Oshima was verantwoordelijk voor de populariteit van het kemonomimi archetype (Catgirl). Dit komt vanwege het personage Chibi-neko uit The Star of Cottonland.

## Werkselectie
- Paula no Namida (ポーラの涙, "Paula's Tears"), 1968
- Tanjō (誕生), 1970–1971
- Sakura Jikan (桜時間, "Cherry Blossom Time"), 1972
- Mimoza-yakata de Tsukamaete (ミモザ館でつかまえて), 1973
- Joka e ("To Joker") (1973)
- Nazuna yo Nazuna (なずなよなずな), 1974
- Ichigo Monogatari (いちご物語, "Strawberry Story"), 1975
- Freud-shiki Ranmaru (F式蘭丸), 1975
- Shichigatsu Nanoka ni (七月七日に), 1976
- Banana Bread no Pudding (バナナブレッドのプディング), 1977–1978
- The Star of Cottonland (綿の国星, Wata no Kuni Hoshi), 1978–1987
- Akasuika Kisuika (赤すいか黄すいか), 1979
- Kinpatsu no Sōgen (金髪の草原), 1983
- Mainichi ga Natsuyasumi (毎日が夏休み), 1989
- Koi wa Newton no Ringo (恋はニュートンのリンゴ), 1990
- Christmas no Kiseki (クリスマスの奇跡), 1995
- Gu-Gu Datte Neko de Aru (グーグーだって猫である), 1996–heden

- CiNii: DA07396544
- Gemeinsame Normdatei: 1166814408
- Library of Congress Control Number: no2012134150
- MusicBrainz: a6eef0e1-1b06-409c-87fc-be924974a272
- Bibliotheek van het Japanse parlement: 00062668
- Réseau des bibliothèques de Suisse occidentale: 02-A021658102
- Virtual International Authority File: 245080745
- WorldCat: E39PBJdMbYjk9HD4QjfPp9FxjC